# 1177
| [ Edytuj tabelę ]                |                                                                            |
| Książę Małopolski                | - 1173 Mieszko III Stary 1177 - 1177 Kazimierz II Sprawiedliwy 1194        |
| Książę Wielkopolski              | - 1138 Mieszko III Stary 1177 - 1177 Odon Mieszkowic 1194                  |
| Król Angkoru                     | - 1165 Tribhuwanaditjawarman 1177 - 1177 bezkrólewie, okupacja Czampy 1181 |
| Król Anglii                      | - 1154 Henryk II 1189                                                      |
| Król Aragonii i hrabia Barcelony | - 1164 Alfons II Aragoński 1196                                            |
| Książę Bawarii                   | - 1156 Henryk XII Lew 1180                                                 |
| Margrabia Brandenburgii          | - 1170 Otto I 1184                                                         |
| Książę Burgundii                 | - 1162 Hugo III 1192                                                       |
| Cesarz Bizancjum                 | - 1143 Manuel I Komnen 1180                                                |
| Cesarz Chin                      | - 1162 Song Xiaozong 1189                                                  |
| Książę Czech                     | - 1173 Sobiesław II 1178                                                   |
| Król Danii                       | - 1157 Waldemar I Wielki 1182                                              |
| Władca Egiptu                    | - 1171 Saladyn 1193                                                        |
| Król Francji                     | - 1137 Ludwik VII Młody 1180                                               |
| Król Gruzji                      | - 1156 Jerzy III 1184                                                      |
| Hrabia Holandii                  | - 1157 Floris III 1190                                                     |
| Cesarz Japonii                   | - 1168 Takakura 1180                                                       |
| Kalif                            | - 1170 Al-Mustadhi 1180                                                    |
| Król Kastylii                    | - 1158 Alfons VIII Szlachetny 1214                                         |
| Patriarcha Konstantynopola       | - 1170 Michał III z Anchialos 1177 - 1177 Charyton Eugeniota 1178          |
| Władca Korei                     | - 1170 Myŏngjong 1197                                                      |
| Król Leónu                       | - 1157 Ferdynand II 1188                                                   |
| Kalif Maroka                     | - 1163 Abu Jusuf I 1184                                                    |
| Król Nawarry                     | - 1150 Sancho VI 1194                                                      |
| Król Norwegii                    | - 1161 Magnus V 1184 - 1177 Sverre Sigurdsson 1202                         |
| Hrabia Palatynatu                | - 1155 Konrad Hohenstauf 1195                                              |
| Papież                           | - 1159 Aleksander III 1181 - 1168 antypapież Kalikst III 1178              |
| Król Portugalii                  | - 1139 Alfons I 1185                                                       |
| Sułtan Rumu                      | - 1156 Kilidż Arslan II 1192                                               |
| Książę Rusi halickiej            | - 1153 Jarosław Ośmiomysł 1187                                             |
| Cesarz Rzymski (niemiecki)       | - 1155 Fryderyk I Barbarossa 1190                                          |
| Książę Saksonii                  | - 1142 Henryk Lew 1180                                                     |
| Król Szkocji                     | - 1165 Wilhelm I 1214                                                      |
| Król Szwecji                     | - 1173 Knut Eriksson 1196                                                  |
| Doża Wenecji                     | - 1172 Sebastiano Ziani 1178                                               |
| Król Węgier                      | - 1172 Bela III 1196                                                       |

Rok 1177 / MCLXXVII
stulecia: XI wiek ~
XII wiek ~
XIII wiek

lata: 1167 «
1172 «
1173 «
1174 «
1175 «
1176 «
1177
» 1178
» 1179
» 1180
» 1181
» 1182
» 1187

## Wydarzenia w Polsce
- W Małopolsce wybuchł bunt możnowładztwa przeciwko Mieszkowi III Staremu, któremu przywodził biskup krakowski Gedko oraz wojewoda Stefan. Wygnany z kraju Mieszko Stary ruszył do Niemiec zabiegać o pomoc cesarską. Księciem zwierzchnim został powołany przez możnych Kazimierz Sprawiedliwy.

## Wydarzenia na świecie
- 1 sierpnia – pokój w Wenecji pomiędzy cesarzem Fryderykiem Barbarossą a papieżem Aleksandrem III[1].
- 25 listopada – w bitwie pod Montgisard, król Jerozolimy Baldwin IV Trędowaty i książę Antiochii Rejnald z Chatillon pokonali egipskie wojska Saladyna.

## Urodzili się
- Filip Szwabski, król Niemiec i książę Szwabii (zm. 1208)

## Zmarli
- 13 stycznia – Henryk Jasomirgott, władca Austrii i książę Bawarii (ur. 1107)
- 18 października – Oldrzych, książę hradecki i ołomuniecki (ur. 1134)